# Karol Maciej Butkiewicz
Karol Maciej Butkiewicz (ur. 19 lipca 1928 w Radomiu, zm. 17 lutego 2014 w Warszawie) – polski farmaceuta i chemik, profesor doktor habilitowany.
Ukończył studia na Wydziale Chemii Uniwersytetu Warszawskiego, a następnie podjął pracę naukową na uczelni, otrzymał również stypendium niemieckiej Fundacji im. Aleksandra von Humboldta. Był autorem i tłumaczem wielu prac naukowych z dziedziny farmacji. Równolegle był pracownikiem, a następnie dyrektorem Instytutu Przemysłu Farmaceutycznego w Warszawie. Za swoją działalność naukową i pedagogiczną został odznaczony Złotym Krzyżem Zasługi i Krzyżem Kawalerskim Orderu Odrodzenia Polski.
Syn Ignacego i Natalii. Spoczywa na cmentarzu Powązkowskim w Warszawie.